# Lycée d'Arsonval
Le lycée d’Arsonval  est un lycée d’enseignement général et technologique fondé le 1er octobre 1918, situé à l’ouest de la commune de Saint-Maur-des-Fossés (Val-de-Marne, Île-de-France), non loin de la gare de Saint-Maur - Créteil.

## Historique

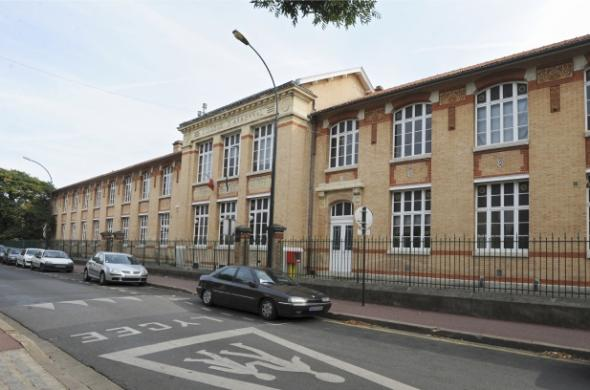
Bâtiment Bollier.

Le lycée d’Arsonval a ouvert ses portes le 1er octobre 1918. Il était, à l’origine, une École Primaire Supérieure et Professionnelle de garçons, la première créée dans la banlieue parisienne pour préparer des candidats aux Écoles d’Arts et Métiers et assurer également un enseignement commercial.
Monsieur Édouard Herriot, ministre de l’Instruction publique, et monsieur Marin, maire de Saint-Maur-des-Fossés, inaugurent de nouveaux bâtiments dont celui qui sera baptisé plus tard bâtiment Bollier (du nom d’André Bollier, saint-maurien, ancien élève du lycée d’Arsonval de 1931 à 1935, et résistant pendant la deuxième guerre mondiale). En 1929 est créée la section de chimie qui va devenir un des fleurons de l’établissement.
Puis l’École Primaire Supérieure et Professionnelle de Garçons devient le collège d’Arsonval en 1944, le docteur Arsène d’Arsonval ayant accepté dès 1938 de parrainer l’établissement.
À la même époque, l’établissement ouvre ses portes aux jeunes filles. Il est nationalisé en 1959. La transformation du collège en lycée en 1961 provoque de nombreux bouleversements et agrandissements : en 1983 avec l’inauguration du bâtiment "ROSE", rebaptisé bâtiment Galilée en 1992, pour l’enseignement général et les sciences biochimiques et biologiques, en 1984 avec la réouverture du bâtiment Bollier entièrement rénové pour les sciences physiques et en 1991 avec la construction d'un troisième bâtiment comportant des salles spécialisées au matériel très moderne pour les élèves de second cycle et de classe préparatoire qui suivent des enseignements de technologie industrielle et d'informatique, bâtiment qui porte le nom de Clément Ader.
Il se compose de 5 bâtiments : les bâtiments Galilée, Bollier, Ader, le préfabriqué ainsi que le bâtiment administratif.

## Enseignements
Le lycée dispense des cours de la seconde au bac et possède également des classes post-bac.  Le lycée compte environ 1 100 élèves répartis dans 36 classes dont 6 classes de post-bac. Les effectifs sont répartis à 90 % dans le secondaire, le reste étant répartis en prépa ou en BTS. Le lycée forme 8 classes généraux, ainsi qu'aux bacs technologiques mention STL : 1 classe de biotechnologie et 2 classes de SPCL.
En formations post-bac, le lycée accueille une classe de Mathématiques supérieures PCSI, une classe de Mathématiques Spéciales PSI*, une section de BTS métiers de la chimie, et depuis la rentrée 2007, une classe de TPC.

### Classement du Lycée
En 2022, le lycée est en 1013e position au niveau national d'après Le Figaro. Le journal Le Parisien le classe 1201e sur 1842 lycées de plus de 100 élèves au niveau national.
En 2015, le lycée se classe 28e sur 47 au niveau départemental quant à la qualité d'enseignement, et 1168e au niveau national. Le classement s'établit sur trois critères : le taux de réussite au bac, la proportion d'élèves de première qui obtient le baccalauréat en ayant fait les deux dernières années de leur scolarité dans l'établissement, et la valeur ajoutée (calculée à partir de l'origine sociale des élèves, de leur âge et de leurs résultats au diplôme national du brevet).

## Classement des CPGE
En 2023, L'Étudiant donnait le classement suivant pour les concours de 2022 :
| Filière | Élèves admis dans une grande école du " top 25 " * | Taux d'admission* | Taux moyen sur 5 ans | Classement national | Évolution sur un an |
| --- | -------------------------------------------------- | ----------------- | -------------------- | ------------------- | ------------------- |
| PSI / PSI* | 10 / 35 élèves                                     | 28,6 %            | 17,2 %               | 59e sur 122         | + 30                |
| Source : Classement 2023 des prépas - L'Étudiant (Concours de 2022). * le taux d'admission dépend des grandes écoles retenues par l'étude. En filières scientifiques, c'est un panier de 19 à 29 écoles d'ingénieurs (parmi 172) qui a été retenu par L'Étudiant selon la filière (MP, PC, PSI, PT ou BCPST). |                                                    |                   |                      |                     |                     |

## Anciens élèves
- André Bollier (1920 - 1944): Résistant. Compagnon de la Libération. Elève de 1931 à 1935.
- Yves Gomy (1942 -  ): entomologiste, coléoptériste français, spécialiste de la famille des Histeridae. Elève de 1957 à 1960.